# Hydroptila
Hydroptila is een geslacht van schietmotten uit de familie van de Hydroptilidae. De wetenschappelijke naam van het geslacht is voor het eerst geldig gepubliceerd door Dalman in 1819.
Het is het meest soortenrijke geslacht uit de Hydroptilidae en is wereldwijd verspreid, behalve in de poolstreken. Er waren in 1979 meer dan 150 soorten van beschreven.
Het zijn kleine tot zeer kleine insecten. De lengte van de voorvleugels is 2 à 4 millimeter, het lichaam is ook enkele millimeter lang. De voelsprieten hebben ongeveer 30 segmenten.
De larven leven in stromend water, waar ze zich voeden met groene algen.

## Soorten
- H. abantica F Sipahiler, 1996
- H. abbotti SR Moulton & SC Harris, 1997
- H. acadia HH Ross, 1941
- H. acantha A Wells & W Mey, 2002
- H. acinacis A Wells, 1978
- H. acuminata J Bueno-Soria, 1984
- H. acuta Mosely, 1930
- H. acutangulata L Yang & B Wang, 1997
- H. adana Mosely, 1948
- H. aegyptia Ulmer, 1963
- H. africana DE Kimmins, 1958
- H. agosensis W Mey, 2003
- H. ajax HH Ross, 1938
- H. alabama SC Harris & RW Kelley, 1984
- H. alara F Sipahiler, 1994
- H. albicornis HA Hagen, 1861
- H. aldricki J Bueno-Soria, 1984
- H. amoena HH Ross, 1938
- H. ampoda HH Ross, 1941
- H. ancistrion OS Flint, 1968
- H. andalusiaca MA Gonzalez & F Cobo, 1994
- H. angulata Mosely, 1922
- H. angulifera K Kumanski, 1974
- H. angusta HH Ross, 1938
- H. angustata Mosely, 1939
- H. anisoforficata CR Parker & JR Voshell, 1979
- H. annulicornis S Matsumura, 1931
- H. anongraksa H Malicky & P Chantaramongkol, 2007
- H. antennopedia JL Sykora & SC Harris, 1994
- H. antilliarum OS Flint, 1968
- H. apalachicola Harris, Pescador & Rasmussen, 1998
- H. arctia HH Ross, 1938
- H. arethusa H Malicky, 1997
- H. argentinica OS Flint, 1983
- H. argosa HH Ross, 1938
- H. armata HH Ross, 1938
- H. armathai F Schmid, 1959
- H. artemis H Malicky, 1997
- H. artesa ML Mathis & DE Bowles, 1990
- H. asteria H Malicky, 1997
- H. astraia H Malicky, 1997
- H. asymmetrica K Kumanski, 1990
- H. atalante H Malicky, 1997
- H. atargatis H Malicky, 1997
- H. ate H Malicky, 1997
- H. auge H Malicky, 1997
- H. aurora H Malicky, 1997
- H. autonoe H Malicky, 1997
- H. banmaekap H Malicky & P Chantaramongkol, 2007
- H. batang A Wells & J Huisman, 1992
- H. baukis H Malicky, 1998
- H. begap A Wells & J Huisman, 1992
- H. bellona H Malicky, 1998
- H. bengkoka A Wells, 1990
- H. berkait A Wells & J Huisman, 1992
- H. berneri HH Ross, 1941
- H. biankii VD Ivanov, 1992
- H. bibir A Wells & J Huisman, 1992
- H. bidens OS Flint, 1983
- H. bifurcata Mosely, 1930
- H. bispina DE Kimmins, 1962
- H. bispinatella W Mey, 2003
- H. blicklei JL Sykora & SC Harris, 1994
- H. botosaneanui K Kumanski, 1990
- H. brailovskyi J Bueno-Soria, 1984
- H. bribriae SC Harris, 2002
- H. brigittae FM Gibon, 1987
- H. brincki S Jacquemart, 1963
- H. brissaga H Malicky, 1996
- H. broweri RL Blickle, 1963
- H. bugata A Wells, 1984
- H. bumbulensis A Wells & T Andersen, 1995
- H. calcara A Wells, 1978
- H. calundoensis G Marlier, 1965
- H. callia DG Denning, 1948
- H. campanulata KJ Morton, 1896
- H. caperata A Wells, 1984
- H. carara SC Harris & RW Holzenthal, 1999
- H. carolae RW Holzenthal & RW Kelley, 1983
- H. catamarcensis OS Flint, 1983
- H. cintrana KJ Morton, 1904
- H. cochlearis YG Xue & LF Yang, 1990
- H. cognata Mosely, 1930
- H. consimilis KJ Morton, 1905
- H. constricta J Bueno-Soria, 1984
- H. coreana K Kumanski, 1990
- H. cornea L Yang & Y Xue, 1994
- H. cornuta Mosely, 1922
- H. corsicana Mosely, 1930
- H. cortensis Mosely, 1937
- H. coscaroni OS Flint, 1983
- H. cottaquilla SC Harris, 1994
- H. coweetensis AD Huryn, 1985
- H. crenata (Ulmer, 1951)
- H. cretosa SC Harris, 1985
- H. cruciata Ulmer, 1912
- H. cubana K Kumanski, 1987
- H. cuneata A Wells & D Dudgeon, 1990
- H. curvata J Bueno-Soria, 1984
- H. chattanooga KS Frazer & SC Harris, 1991
- H. cheaha SC Harris, 1991
- H. chelops SC Harris, 1985
- H. chinensis YG Xue & LF Yang, 1990
- H. dampfi Ulmer, 1929
- H. daun A Wells & J Huisman, 1992
- H. dayung A Wells & J Huisman, 1992
- H. decia DA Etnier & JD Way, 1973
- H. dejaloni L Botosaneanu, 1980
- H. delineata KJ Morton, 1905
- H. dentata HH Ross, 1938
- H. denza HH Ross, 1948
- H. desertorum W Mey, 1993
- H. dikirilagoda F Schmid, 1958
- H. disgalera RW Holzenthal & RW Kelley, 1983
- H. ditalea OS Flint, 1968
- H. dominicana L Botosaneanu, 1995
- H. dorsoprocessuata L Botosaneanu, 1993
- H. eglinensis SC Harris, 2002
- H. eileithyia H Malicky, 1999
- H. elongata (Ulmer, 1951)
- H. englishi SW Hamilton, 1989
- H. engywuck H Malicky & A Lounaci, 1987
- H. eramosa PP Harper, 1973
- H. erawan H Malicky & P Chantaramongkol, 2007
- H. erkakanae F Sipahiler, 1997
- H. ernstreichli H Malicky, 1999
- H. espada H Malicky, 1981
- H. extrema K Kumanski, 1990
- H. fiorii H Malicky & GP Moretti, 1987
- H. fiskei RL Blickle, 1963
- H. flinti J Bueno-Soria, 1984
- H. fonsorontina L Botosaneanu & Z Moubayed, 1985
- H. forcipata (A.E. Eaton, 1873)
- H. fortunata KJ Morton, 1893
- H. fowlesi SC Harris & JL Sykora, 1996
- H. friedeli H Malicky, 1972
- H. fuentaldeala F Schmid, 1952
- H. fuentelarbola F Schmid, 1952
- H. furcata (AV Martynov, 1935)
- H. furcilla L Yang & Y Xue, 1994
- H. furcula A Wells, 1984
- H. furtiva J Bueno-Soria, 1984
- H. fuscina SC Harris, 1985
- H. gandhara F Schmid, 1960
- H. gapdoi J Olah, 1989
- H. gaya J Olah, 1989
- H. giama J Olah, 1989
- H. gingoog A Wells & W Mey, 2002
- H. giudicellorum L Botosaneanu, 1980
- H. grandiosa HH Ross, 1938
- H. grenadensis OS Flint, 1968
- H. grucheti G Marlier & M Marlier, 1982
- H. gunda LJ Milne, 1936
- H. gurdi A Wells, 1990
- H. halus A Wells & J Huisman, 1992
- H. hamata KJ Morton, 1905
- H. hamiltoni SC Harris, 2002
- H. hamistyla Y Xue & H Wang, 1995
- H. harpeodes L Yang & Y Xue, 1994
- H. helicina OS Flint, 1991
- H. helmali P Chantaramongkol & H Malicky, 1986
- H. hirsuta A Wells & W Mey, 2002
- H. hochyangha F Schmid, 1959
- H. hodkovae P Chvojka, 2006
- H. hoffmannae J Bueno-Soria & S Santiago de Fragoso, 1996
- H. holzenthali JL Sykora & SC Harris, 1994
- H. homochitta SC Harris & JL Sykora, 1996
- H. howelli Houp, Houp & Harris, 1998
- H. hubenovi K Kumanski, 1990
- H. hyllos H Malicky, 2004
- H. icona Mosely, 1937
- H. idefix H Malicky, 1979
- H. incertula Mosely, 1934
- H. inornata OS Flint, 1991
- H. insubrica F Ris, 1903
- H. ion H Malicky, 2004
- H. isabellae FM Gibon, 1987
- H. itoi M Kobayashi, 1977
- H. ivisa H Malicky, 1972
- H. jackmanni RL Blickle, 1963
- H. jaruma A Wells, 1990
- H. jeanae FM Gibon, 1987
- H. juba (G Enderlein, 1929)
- H. judithae FM Gibon, 1987
- H. juram H Malicky & P Chantaramongkol, 2007
- H. kairos H Malicky, 2004
- H. kakidaensis T Nozaki & K Tanida, 2007
- H. kalchas H Malicky, 2004
- H. kalonichtis H Malicky, 1972
- H. kaschgari W Mey, 1993
- H. kebawah A Wells & J Huisman, 1992
- H. keres H Malicky, 2004
- H. kieneri G Marlier & M Marlier, 1982
- H. kirilawela (F Schmid, 1958)
- H. klapperichi H Malicky, 1996
- H. koropa A Wells, 1984
- H. koryaki SC Harris & JL Sykora, 1996
- H. kreusa H Malicky, 2004
- H. kuehnei Houp, Houp & Harris, 1998
- H. kurukepitiya F Schmid, 1958
- H. lacandona J Bueno-Soria, 1984
- H. lagoi SC Harris, 1985
- H. laloka A Wells, 1991
- H. latosa HH Ross, 1947
- H. lennoxi RL Blickle, 1969
- H. lenora RL Blickle & DG Denning, 1977
- H. libanica A Dia & L Botosaneanu, 1983
- H. licina KS Frazer & SC Harris, 1991
- H. lidah A Wells & J Huisman, 1992
- H. lingigi W Mey, 1998
- H. lonchera RL Blickle & WJ Morse, 1954
- H. longifilis L Yang & Y Xue, 1994
- H. longissimus J Bueno-Soria, 1984
- H. losida Mosely, 1953
- H. lotensis Mosely, 1930
- H. luzonensis W Mey, 2003
- H. lyaios H Malicky, 2004
- H. lloganae RL Blickle, 1961
- H. maculata Banks, 1904
- H. maetalai H Malicky & P Chantaramongkol, 2007
- H. makaplag A Wells & W Mey, 2002
- H. manavgatensis H Malicky & F Cakin, 1983
- H. maoae Gibon, Guenda & Coulibaly, 1994
- H. mariatheresae FM Gibon, 1987
- H. maritza SC Harris & RW Holzenthal, 1999
- H. martini JE Marshall, 1977

- H. martorelli OS Flint, 1964
- H. maza SC Harris & RW Holzenthal, 1999
- H. mazumbaiensis A Wells & T Andersen, 1995
- H. medinai OS Flint, 1964
- H. melia HH Ross, 1938
- H. mendli H Malicky, 1980
- H. meralda Mosely, 1937
- H. metoeca RL Blickle & WJ Morse, 1954
- H. metteei SC Harris, 1991
- H. mexicana Mosely, 1937
- H. micropotamis SC Harris, 1989
- H. misolha J Bueno-Soria, 1984
- H. mitirigalla F Schmid, 1958
- H. modica Mosely, 1937
- H. mokowu A Wells & J Huisman, 2001
- H. molione H Malicky, 2004
- H. molsonae RL Blickle, 1961
- H. montatan H Malicky & P Chantaramongkol, 2007
- H. morogorensis A Wells & T Andersen, 1995
- H. morpheus H Malicky, 2004
- H. moselyi Ulmer, 1932
- H. mugla F Sipahiler, 1989
- H. namcattien H Malicky & P Chantaramongkol, 2007
- H. narifer OS Flint, 1991
- H. nasuli A Wells & W Mey, 2002
- H. neoleonensis J Bueno-Soria, 1984
- H. ngaythibaya J Olah, 1989
- H. nicoli HH Ross, 1941
- H. nigrovalvata W Mey, 2003
- H. novicola RL Blickle & WJ Morse, 1954
- H. nusagandia SC Harris & RW Holzenthal, 1999
- H. oakmulgeensis SC Harris, 1985
- H. obscura A Wells, 1978
- H. occulta (AE Eaton, 1873)
- H. oemerueneli F Sipahiler, 2003
- H. oguranis M Kobayashi, 1974
- H. okaloosa SC Harris, 2002
- H. oknos H Malicky, 2004
- H. oneili SC Harris, 1985
- H. orion H Malicky & P Chantaramongkol, 2007
- H. ornithocephala L Yang & Y Xue, 1992
- H. ortaca F Sipahiler, 1989
- H. osa SC Harris & RW Holzenthal, 1999
- H. ouachita RW Holzenthal & RW Kelley, 1983
- H. ovacikensis F Sipahiler, 1987
- H. palestinae L Botosaneanu & A Gasith, 1971
- H. panchaoi F Schmid, 1960
- H. parachelops JL Sykora & SC Harris, 1994
- H. paradenza SC Harris & RW Holzenthal, 1999
- H. parakampsis H Malicky, 2004
- H. paralatosa SC Harris, 1985
- H. paramoena SC Harris, 1985
- H. parapiculata L Yang & Y Xue, 1994
- H. parastrepha RW Kelley & SC Harris, 1983
- H. paschia Mosely, 1937
- H. patriciae SC Harris, 1985
- H. pecos HH Ross, 1941
- H. pectinifera F Schmid, 1970
- H. pedemontana W Mey, 1995
- H. penthesileia H Malicky & P Chantaramongkol, 2007
- H. perdita KJ Morton, 1905
- H. perimele H Malicky, 2004
- H. perplexa Mosely, 1924
- H. phaon H Malicky, 1976
- H. phenianica L Botosaneanu, 1970
- H. phileos TDA Cockerell, 1920
- H. phoeniciae A Dia & L Botosaneanu, 1983
- H. pintal A Wells & J Huisman, 1992
- H. poirrieri RW Holzenthal & RW Kelley, 1983
- H. portunus H Malicky & P Chantaramongkol, 2007
- H. poseidon H Malicky & P Chantaramongkol, 2007
- H. potosina J Bueno-Soria, 1984
- H. priamos H Malicky & P Chantaramongkol, 2007
- H. producta Mosely, 1939
- H. prokris H Malicky & P Chantaramongkol, 2007
- H. protera HH Ross, 1938
- H. psyche H Malicky & P Chantaramongkol, 2007
- H. pulchricornis F.J. Pictet, 1834
- H. pulestoni OS Flint, 1980
- H. pullata DG Denning, 1948
- H. pyreneus H Malicky & P Chantaramongkol, 2007
- H. pythia H Malicky & P Chantaramongkol, 2007
- H. quadrifida A Wells, 1984
- H. quinaria A Wells & D Dudgeon, 1990
- H. quinola HH Ross, 1947
- H. rastrilla SC Harris & RW Holzenthal, 1999
- H. recurvata SC Harris & RW Kelley, 1984
- H. reducta L Yang & Y Xue, 1994
- H. remita RL Blickle & WJ Morse, 1954
- H. rheni F Ris, 1896
- H. rhodica S Jacquemart, 1973
- H. roberta SW Hamilton & RW Holzenthal, 1984
- H. robusta A Wells, 1978
- H. roma H Malicky & P Chantaramongkol, 2007
- H. rono HH Ross, 1941
- H. ruffoi GP Moretti, 1981
- H. rumpun A Wells & J Huisman, 1992
- H. sabit A Wells & J Huisman, 1992
- H. salmo HH Ross, 1941
- H. sandersoni ML Mathis & DE Bowles, 1990
- H. sanghala F Schmid, 1960
- H. sarahae SC Harris, 2002
- H. sauca OS Flint, 1980
- H. scamandra A Neboiss, 1977
- H. scolops HH Ross, 1938
- H. scheiringi SC Harris, 1986
- H. sederhana A Wells & J Huisman, 1992
- H. segitiga A Wells & J Huisman, 1992
- H. seirene H Malicky & P Chantaramongkol, 2007
- H. selene H Malicky, 2008
- H. selvatica L Botosaneanu, 1977
- H. sengavi F Schmid, 1960
- H. serrata KJ Morton, 1898
- H. setigera A Wells, 1984
- H. sicilicula OS Flint & L Reyes-Arrunategui, 1991
- H. sidong J Olah, 1989
- H. sikanda MA Gonzalez & H Malicky, 1988
- H. simplex A Nielsen, 1948
- H. simulans Mosely, 1920
- H. singri SC Harris & RW Holzenthal, 1999
- H. sinuosa A Wells, 1978
- H. sitahoan H Malicky & P Chantaramongkol, 2007
- H. skylla H Malicky & P Chantaramongkol, 2007
- H. spada OS Flint, 1991
- H. spangleri J Bueno-Soria, 1984
- H. sparsa J. Curtis, 1834
- H. spatulata KJ Morton, 1905
- H. sphinx H Malicky & P Chantaramongkol, 2007
- H. spinata RL Blickle & WJ Morse, 1954
- H. spinosa TI Arefina & BJ Armitage, 2003
- H. spirula J Bueno-Soria, 1984
- H. spirulatella W Mey, 2003
- H. srisungwan H Malicky & P Chantaramongkol, 2007
- H. starmuehlneri G Marlier & M Marlier, 1982
- H. stellifera KJ Morton, 1893
- H. strepha HH Ross, 1941
- H. suanhom H Malicky & P Chantaramongkol, 2007
- H. sudip A Wells & J Huisman, 1992
- H. sumanmalie P Chantaramongkol & H Malicky, 1986
- H. surinamensis OS Flint, 1974
- H. sykorai SC Harris, 2002
- H. sylvestris KJ Morton, 1898
- H. tacheti G Coppa & H Malicky, 2005
- H. tagus D Garcia de Jalon & MA Gonzalez, 1985
- H. takamaka G Marlier & M Marlier, 1982
- H. talladega SC Harris, 1985
- H. tanduka A Wells, 1990
- H. tannerorum A Wells & T Andersen, 1995
- H. tasmanica Mosely, 1934
- H. taurica AV Martynov, 1934
- H. terbela A Wells, 1990
- H. tethys H Malicky & P Chantaramongkol, 2007
- H. thaphena J Olah, 1989
- H. tharsis H Malicky, 2008
- H. theano H Malicky & P Chantaramongkol, 2007
- H. theiodamas H Malicky & P Chantaramongkol, 2007
- H. thersandros H Malicky & P Chantaramongkol, 2007
- H. thiba J Olah, 1989
- H. thisa J Olah, 1989
- H. thisbe H Malicky, 2008
- H. thuna J Olah, 1989
- H. tiani L Yang & Y Xue, 1992
- H. tigurina F Ris, 1894
- H. tineoides JW Dalman, 1819
- H. tobaga L Botosaneanu, 1993
- H. tomah Harris & Huryn, 2000
- H. tombolhitam A Wells & H Malicky, 1997
- H. tong A Wells & H Malicky, 1997
- H. tortosa HH Ross, 1938
- H. touroumaya F Schmid, 1960
- H. traunica A Wells, 1991
- H. triangula YG Xue & LF Yang, 1990
- H. tridentata RW Holzenthal & RW Kelley, 1983
- H. triloba DE Kimmins, 1957
- H. trilobata S Jacquemart, 1965
- H. trullata (Ulmer, 1951)
- H. tumpul A Wells & J Huisman, 1992
- H. tungsalaeng H Malicky & P Chantaramongkol, 2007
- H. tusculum HH Ross, 1947
- H. uncinata KJ Morton, 1893
- H. unicuspis OS Flint, 1991
- H. upulmalie P Chantaramongkol & H Malicky, 1986
- H. usambarensis A Wells & T Andersen, 1995
- H. usuguronis (S Matsumura, 1931)
- H. vala HH Ross, 1938
- H. valesiaca F Schmid, 1947
- H. valhalla DG Denning, 1947
- H. varla F Sipahiler, 1996
- H. vazquezae J Bueno-Soria, 1984
- H. vectis J. Curtis, 1834
- H. venezuelensis OS Flint, 1981
- H. venus H Malicky & P Chantaramongkol, 2007
- H. veracruzensis OS Flint, 1967
- H. verginia H Malicky & P Chantaramongkol, 2007
- H. verticordia H Malicky & P Chantaramongkol, 2007
- H. victoria H Malicky & P Chantaramongkol, 2007
- H. vichtaspa F Schmid, 1959
- H. viganoi L Botosaneanu, 1974
- H. vilaverde H Malicky & MA Gonzalez, 1981
- H. virgata HH Ross, 1938
- H. vittata A Wells, 1984
- H. voticia H Malicky, 1992
- H. wakulla DG Denning, 1947
- H. warisa A Wells, 1984
- H. waskesia HH Ross, 1944
- H. waubesiana C Betten, 1934
- H. wetumpka SC Harris, 1991
- H. wyomia DG Denning, 1948
- H. xella HH Ross, 1941
- H. xera HH Ross, 1938
- H. xoncla HH Ross, 1941
- H. zairiensis B Statzner, 1977
- H. zeus H Malicky & P Chantaramongkol, 2007
- H. ziddensis VD Ivanov, 1992